# Gino Di Caporiacco
Gino Di Caporiacco (Udine, 16 maggio 1878 – Udine, 7 ottobre 1933) è stato un politico italiano.
Avvocato, fu deputato liberale durante la XXIII e la XXIV legislatura del Regno d'Italia, oltre che sindaco di Colloredo di Monte Albano e podestà fascista di Udine, dal 14 agosto 1928 fino alla morte. Era ufficiale dell'Ordine dei Santi Maurizio e Lazzaro.